# Türk Telekom
Türk Telekomünikasyon A.Ş., kurz Türk Telekom, ist ein Telekommunikationsunternehmen sowie Mobilfunknetzbetreiber in der Türkei und neben Turkcell und Vodafone Türkiye einer der größten Mobilfunkanbieter im Land. Das Unternehmen besitzt nach eigenen Angaben 50,4 Millionen Kunden. 

## Unternehmen
Das Unternehmen mit Hauptsitz in Ankara entstand 1995 durch die Privatisierung des Telekommunikationsbereiches der staatlichen PTT.
2005 wurde die Türk Telekom mehrheitlich an Oger Telecom, die sich im Besitz der Familie des ermordeten libanesischen Ministerpräsidenten Rafik Hariri befindet, privatisiert. Somit hält Oger Telekomünikasyon A.Ş. 55 Prozent der Türk Telekom Aktien. 30 Prozent der Aktienanteile sind im Besitz des Staatssekretariats für Schatzwesen. 15 Prozent der Aktien befinden sich im Streubesitz.
Im Bereich Festnetztelefonie ist Türk Telekom der größte Anbieter in der Türkei. Jedoch sind die Kundenzahlen seit 2008 zugunsten der Mobilfunkanbieter im  kontinuierlichen Rückgang (von 17,5 Mio. Ende 2008 auf 13,5 Mio. Ende 2013). Das Unternehmen beschäftigt rund 34.000 Mitarbeiter und hat im Geschäftsjahr 2009 einen Umsatz von 10,8 Mrd. Türkische Lira erzielt.

## Ehemalige Tochtergesellschaften
Zu den wichtigsten Tochterunternehmen gehörte unter anderem der Mobilfunkbetreiber Avea, welches im Januar 2016 zusammen mit anderen Tochtergesellschaften unter der Marke Türk Telekom zusammengeführt wurde. Sie besaß zum Zeitpunkt des Zusammenschlusses über 11,8 Millionen Kunden. Der ehemalige Breitband-Internetdienstanbieter TTNET besaß beim Zusammenschluss rund 6 Millionen Kunden.

## Sponsoring
Seit der Saison 2010/11 werden die Spiele des Traditionsklubs Galatasaray Istanbul im neuen Stadion, benannt nach dem Hauptsponsor unter dem Namen Türk Telekom Stadyumu, ausgetragen.